# محوطه دمبی بید لد
محوطه دمبی بید لد مربوط به دوره اشکانیان است و در شهرستان سرباز، بخش مرکزی، دهستان پارود، ۵۰۰ متری جنوب روستای بیدلد واقع شده و این اثر در تاریخ ۲۷ اسفند ۱۳۸۷ با شمارهٔ ثبت ۲۶۵۳۸ به‌عنوان یکی از آثار ملی ایران به ثبت رسیده است.